# Saint-Martin-du-Manoir
Saint-Martin-du-Manoir ist eine französische Gemeinde mit 1.496 Einwohnern (Stand: 1. Januar 2022) im Département Seine-Maritime in der Region Normandie. Sie gehört zum Arrondissement Le Havre und zum Kanton Octeville-sur-Mer. Die Einwohner werden Saint-Martinais und Saint-Martinaises genannt.
Die Gemeinde erhielt 2022 die Auszeichnung „Eine Blume“, die vom Conseil national des villes et villages fleuris (CNVVF) im Rahmen des jährlichen Wettbewerbs der blumengeschmückten Städte und Dörfer verliehen wird.

## Geographie
Saint-Martin-du-Manoir liegt in der Naturregion Pays de Caux, etwa zehn Kilometer nordöstlich von Le Havre. Umgeben wird Saint-Martin-du-Manoir von den Nachbargemeinden Épouville im Norden, Manéglise im Nordosten, Saint-Laurent-de-Brèvedent im Osten, Gainneville im Süden und Südosten, Gonfreville-l’Orcher im Süden und Südwesten sowie Montivilliers im Westen.

## Bevölkerungsentwicklung

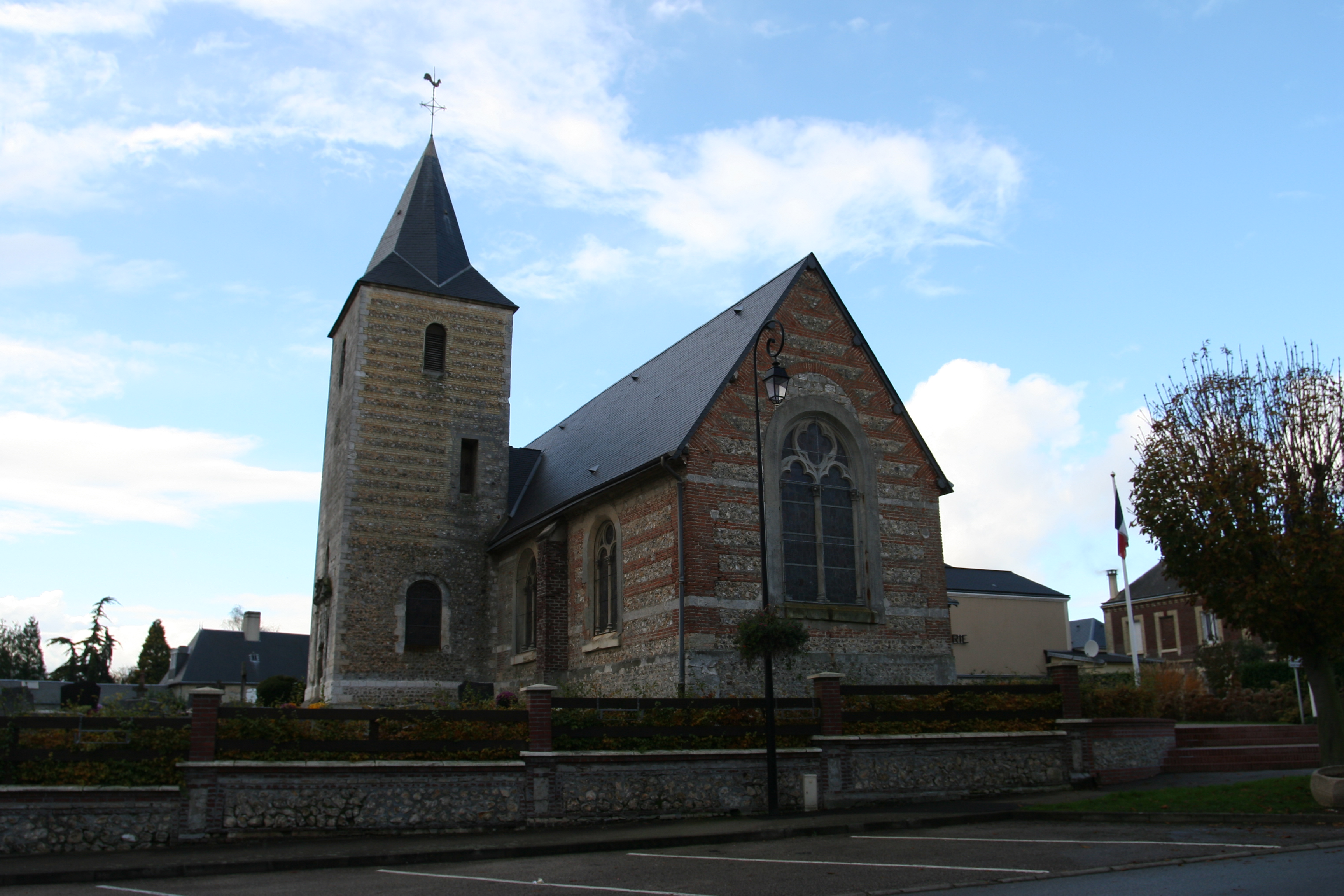
Kirche Saint-Martin

| Jahr                       | 1962 | 1968 | 1975 | 1982 | 1990 | 1999 | 2006 | 2013 | 2020 |
| Einwohner                  | 615  | 606  | 678  | 1715 | 1680 | 1542 | 1464 | 1539 | 1460 |
| Quellen: Cassini und INSEE |      |      |      |      |      |      |      |      |      |

## Sehenswürdigkeiten
- Kirche Saint-Martin aus dem 13. Jahrhundert
- Reste des Schlosses aus dem 16. Jahrhundert